# Glorious (Macklemore)
Glorious è un singolo del rapper statunitense Macklemore, pubblicato il 15 giugno 2017 come primo estratto dal secondo album in studio Gemini.
Il singolo ha visto la collaborazione della cantante statunitense Skylar Grey.
Il brano è stato scritto dai due artisti assieme a Josh Karp (aka Budo), Tyler Andrews e Tyler Dopps. Esso è il primo estratto dal secondo album in studio solista di Macklemore, ossia Gemini.

## Tracce
Download digitale
1. Glorious (feat. Skylar Grey) – 3:40